# Kochstrasse (Berlins tunnelbana)
Kochstrasse är en tunnelbanestation i Berlins tunnelbana på linje U6 i centrala Berlin, i stadsdelen Kreuzberg, precis vid gränsen till Mitte. Stationen ligger under Friedrichstrasse, nära Checkpoint Charlie och Checkpoint Charlie Museum samt låg precis vid gränsen mellan Öst-  och Västberlin. Den byggdes av Grenander / Fehse 1923. Från 1961 till 1990 var det sista stoppet i Västberlin, tågen fortsatte sedan vidare under Östberlin och passerade flera spökstationer, innan de kunde stanna igen då de var åter i Västberlin.

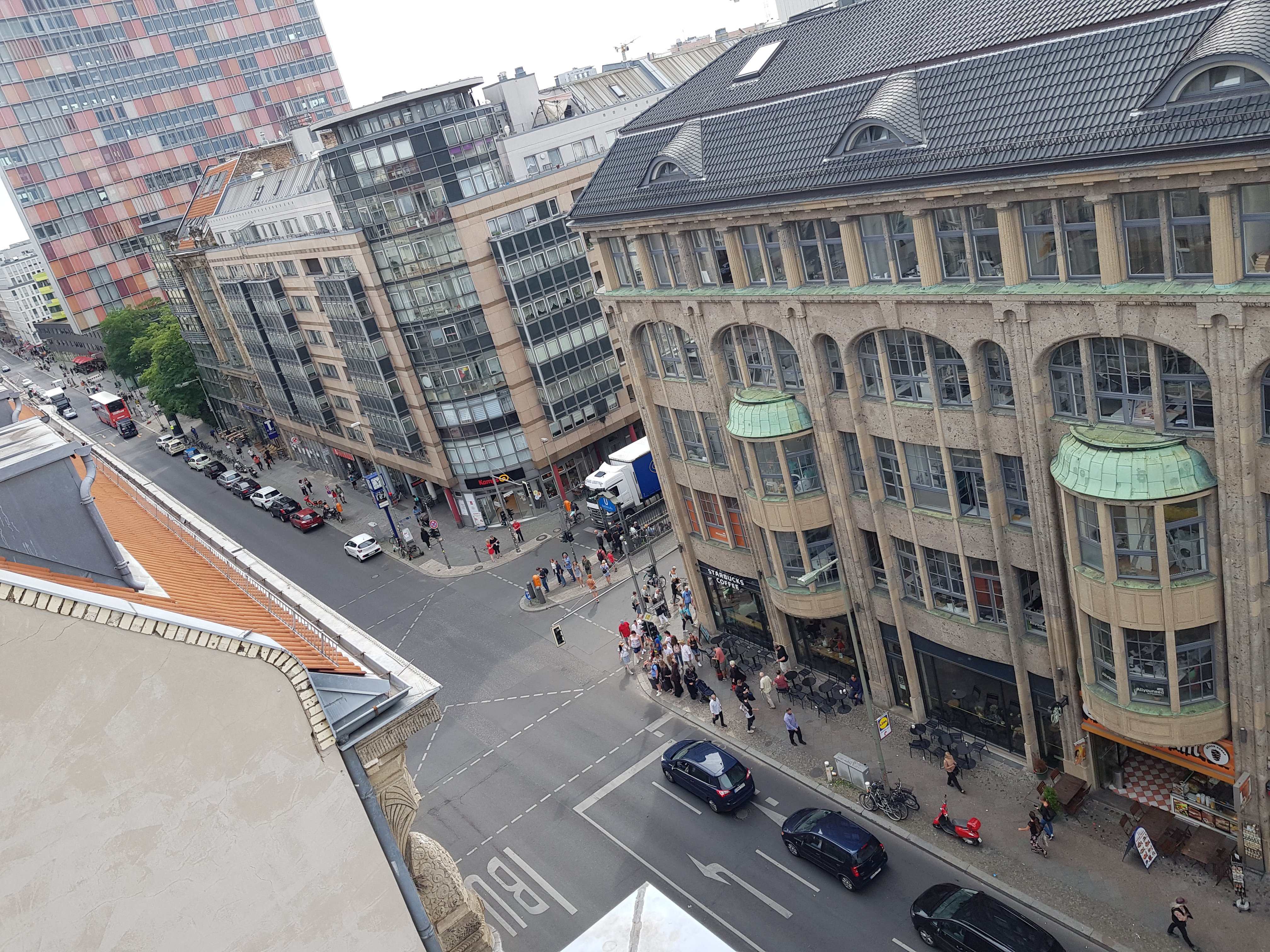
Kochstrasse
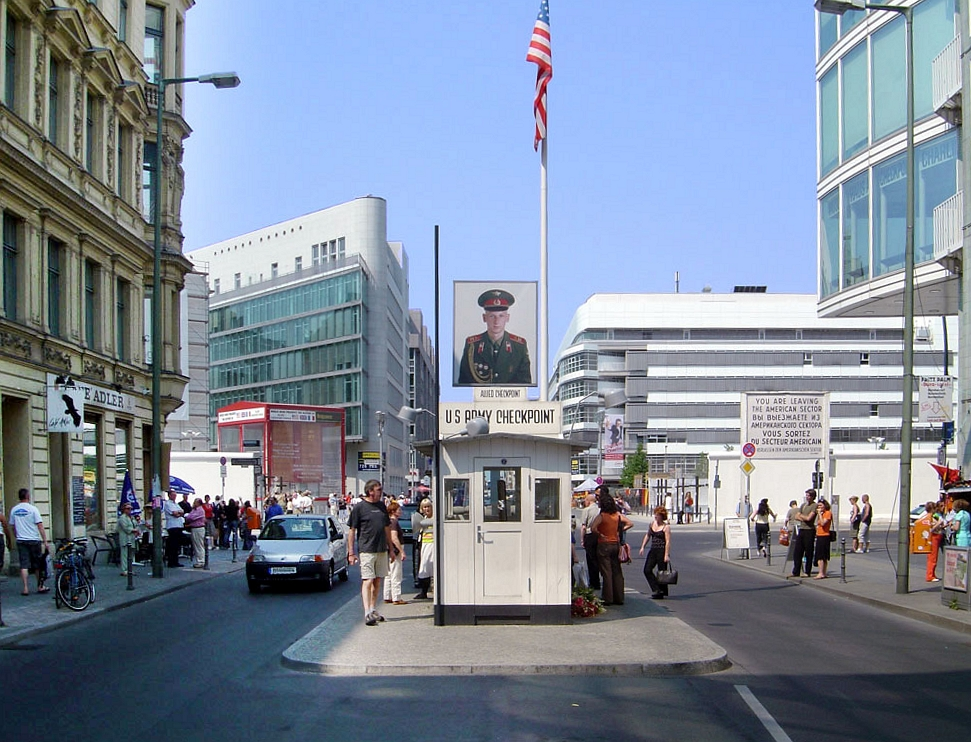
Checkpoint Charlie mot öst
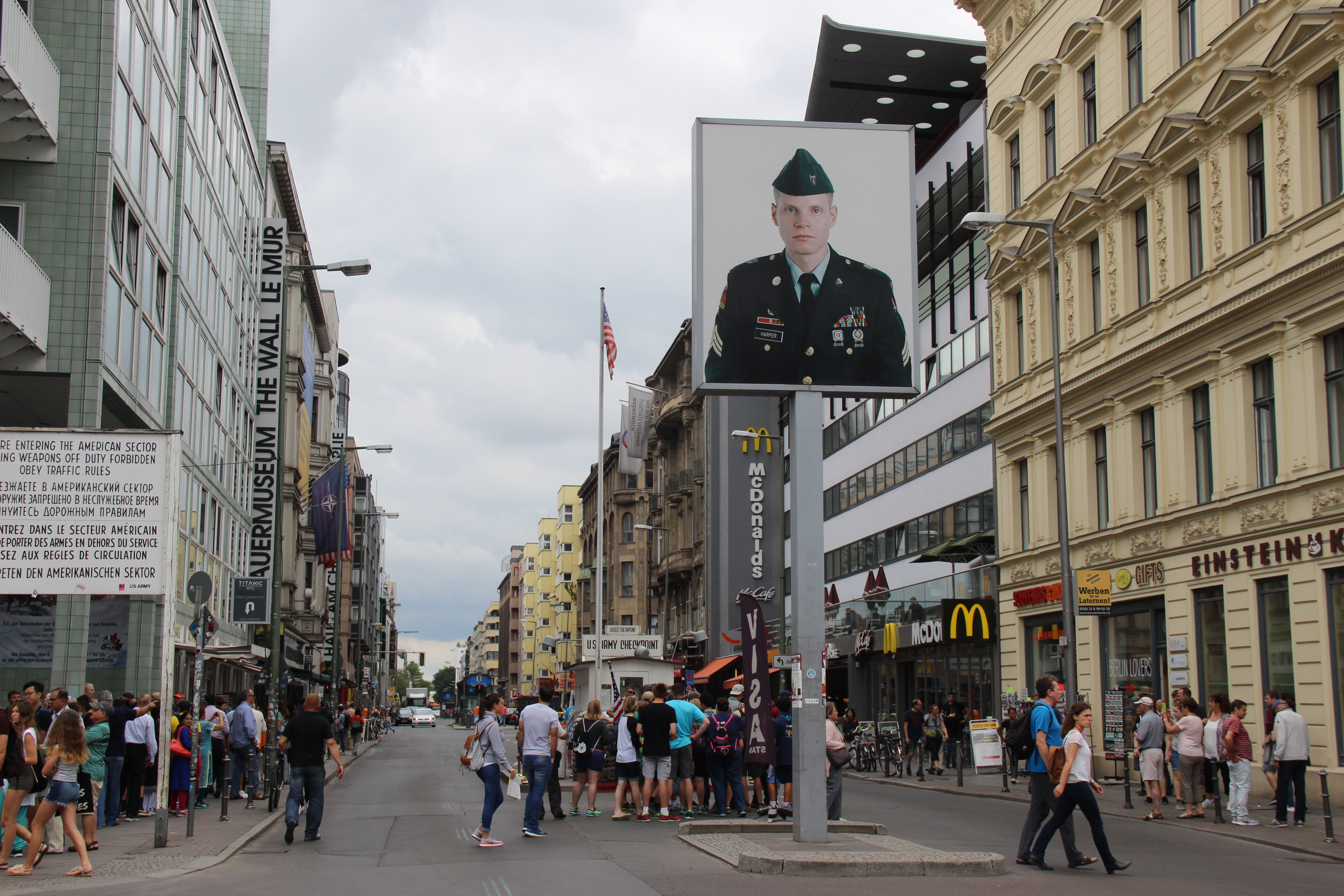
Checkpoint Charlie mot väst
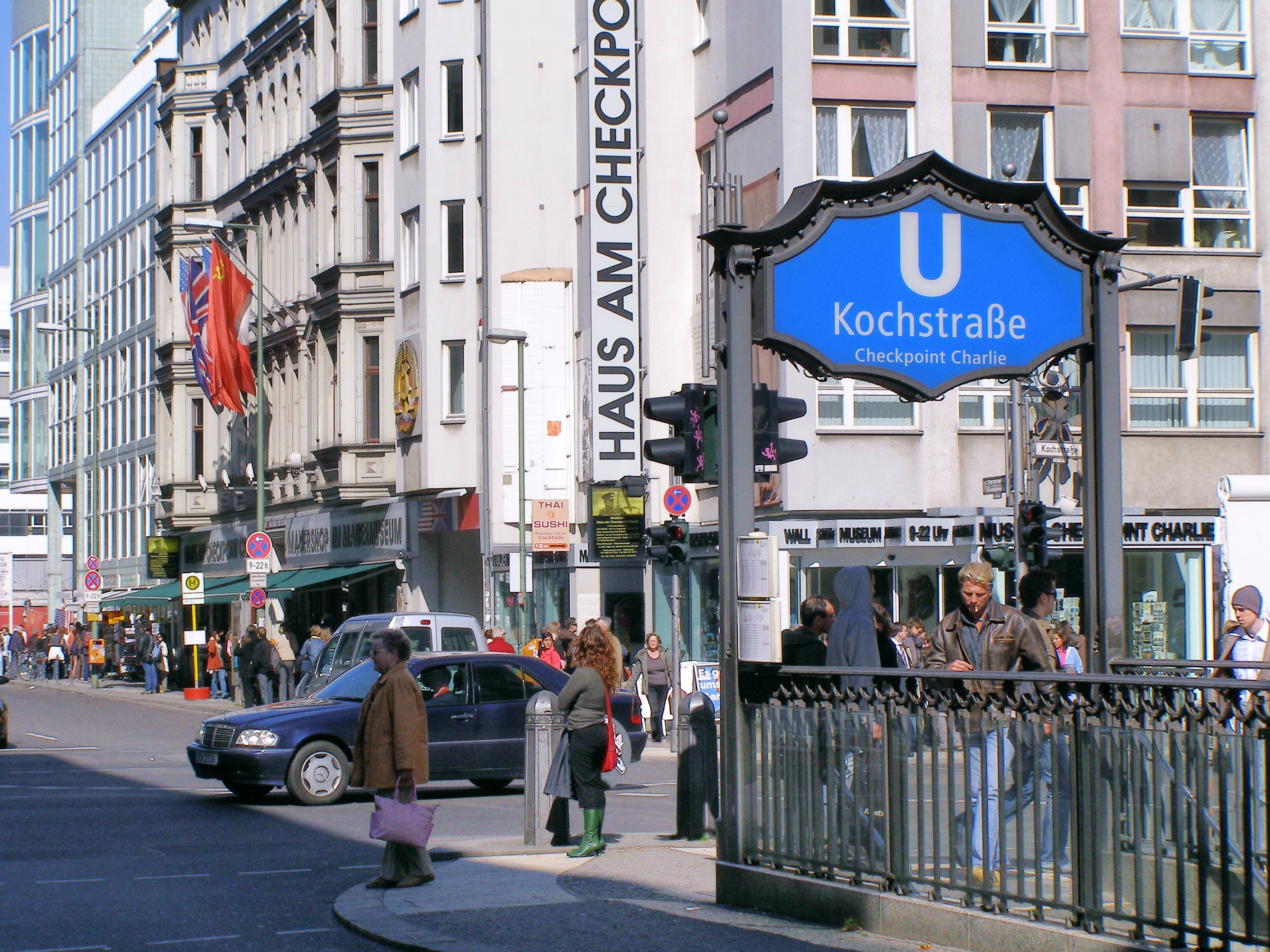
Entré mot Checkpoint Charlie Museum
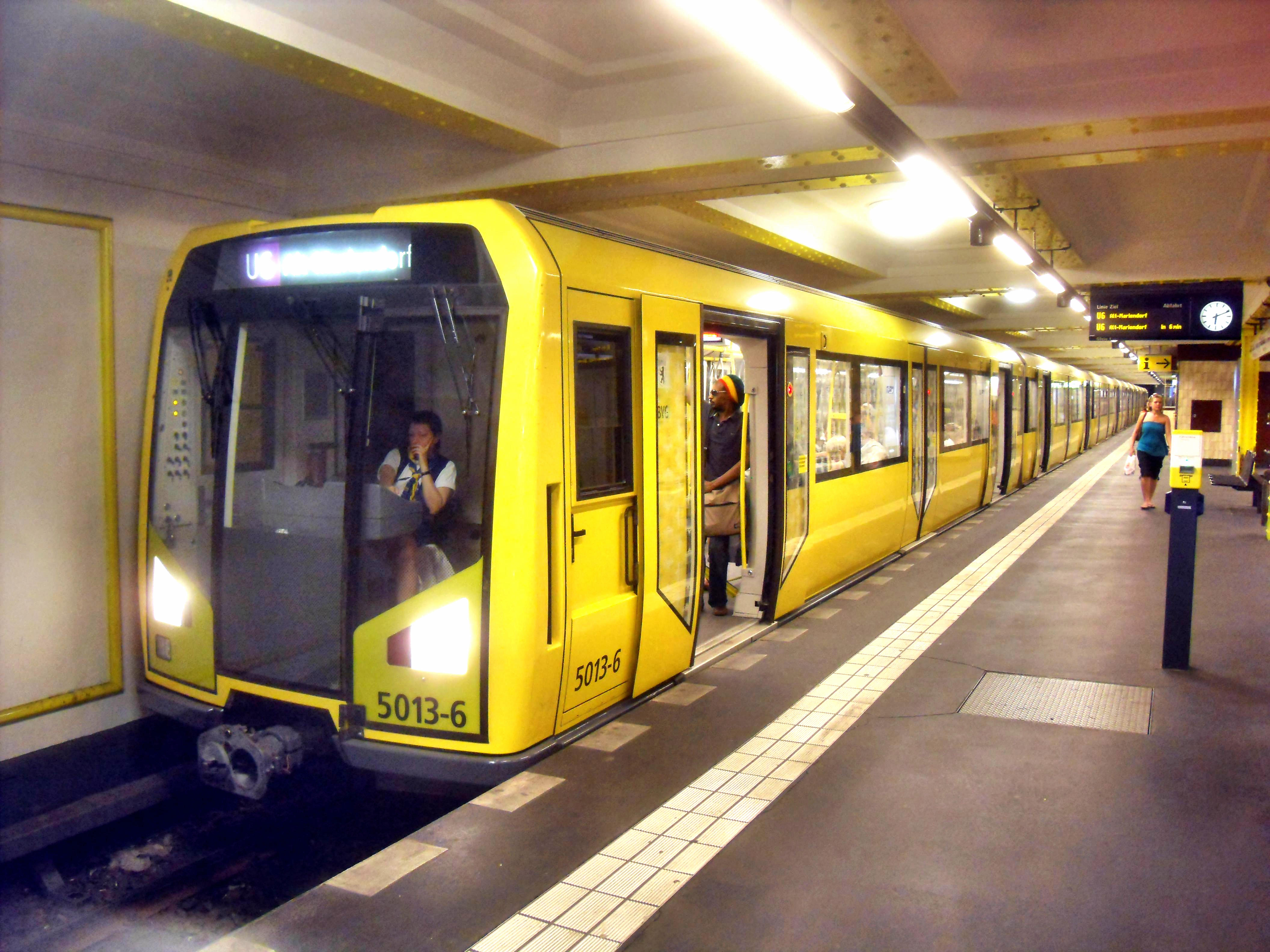
U-Bahntåg
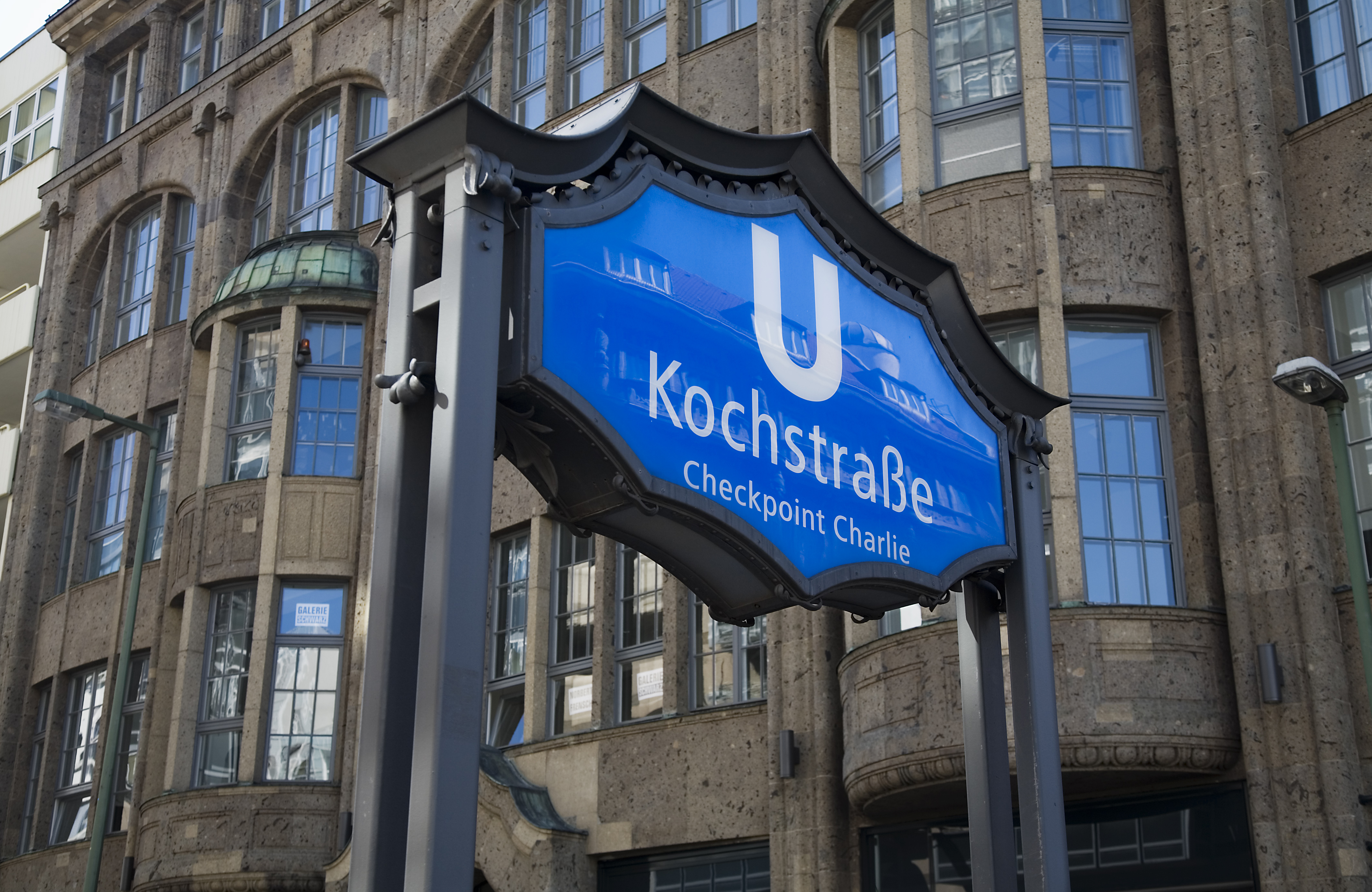